# 이동하 (소설가)
이동하(李東河, 1942년 12월 1일~)는 대한민국의 소설가이다.

## 생애
본명은 이용(李勇)이다. 서라벌예술대학 문예창작과, 건국대학교 대학원 국문학과를 졸업하고, 목포대학교 국어국문학과 교수를 거쳐 중앙대학교 문예창작과 교수로 정년 퇴직했다. 김동리선생기념사업회 회장과 한국소설가협회 이사장을 역임했다.

## 등단
1966년 <서울신문> 신춘문예에 단편 『전쟁과 다람쥐』가 당선되며 작품 활동을 시작했다. 이듬해 공보부에서 주최한 신인예술상 모집에 단편 『인동』이 당선, <현대문학>에서 모집한 제1회 장편소설 공모에 『우울한 귀향』이 당선되었다.  

## 작품
1981년 『굶주린 혼』으로 한국창작문학상을 수상했다. 1982년에는 연작중편집 『장난감 도시』를 문학과지성사에서 간행하여, 제1회 한국문학평론가협회상을 수상했다. 1983년에 『파편』으로 한국문학작가상을 수상했다. 1986년 에 『폭력연구』로 제31회 현대문학상을 수상했다.
주요 작품집으로 『도시의 늪』, 『모래』, 『바람의 집』, 『저문 골짜기』, 『폭력 연구』, 『냉혹한 혀』, 『문 앞에서』, 『삼학도』, 『매운 눈꽃』, 『우렁각시는 알까』(2007) 등이 있다. 연작 중편 으로 『장난감 도시』, 장편 소설로 『우울한 귀향』 『도시의 늪』 『숲에는 새가 없다』 『냉혹한 혀』 등이 있으며, 영역 단편선집 <Shrapnel And Other Stories >가 미국에서 간행된 것 외에, 『장난감 도시』가 영어, 아랍어, 중국어, 베트남어로 번역 출간된 바 있다.
최근작으로는 첫 산문집 『세상살이와 소설쓰기』 가 <푸른사상 산문선 51>로 출간되었다. 결핍 과 허기로 가득했던 젊은 날을 글쓰기로 버티며 문우들과 열정을 불태운 모습들. 문단 원로들 과의 인연, 국내외 작품들에 대한 날카로운 해석 등을 담았다고 평가받는다.
자전적인 요소에 많은 관심을 가지고 작품 활동을 하고 있으며, 간결하고 명확한 문장을 가진 작가로 알려져 있다. 작품경향은 현실에 대한 허무감을 통해 자아인식을 이룩하려는 태도로 삶이 지닌 비극적인 아름다움을 추구했다.

## 수상경력
한국소설문학상, 한국창작문학상. 한국문학평론가협회상, 한국문학작가상, 현대문학상, 오영수문학상. 무영문학상, 요산문학상, 한국문화예술위원회 올해의소설상, 성균관문학상 등을 수상했다